# Gemme

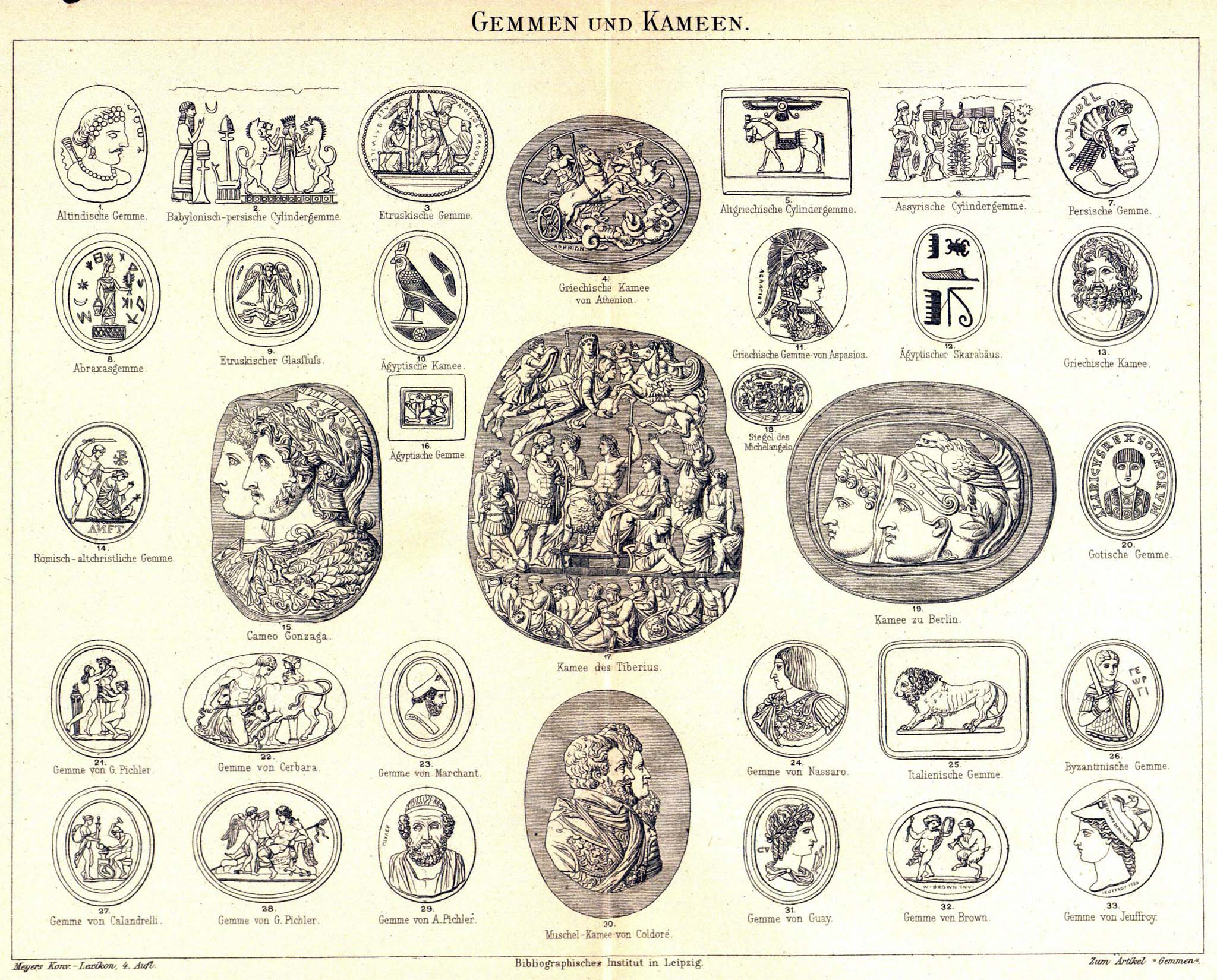
Darstellung verschiedener Gemmen und Kameen

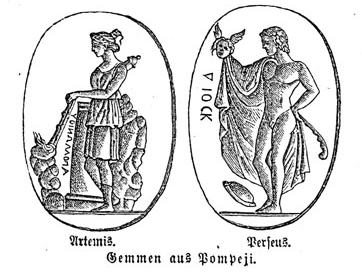
Gemmen aus Pompeji

Unter einer Gemme (lateinisch gemma „Knospe, Edelstein, Juwel“) versteht man einen geschnittenen Schmuckstein bzw. Edelstein. Daraus leiten sich auch der Fachbegriff für Edelsteinkunde (Gemmologie) sowie die Bezeichnung des Steinschneiders (Gemmarius) ab.
Heute versteht man unter einer Gemme meist einen vertieft geschnittenen Schmuckstein: Das Bildmotiv wird in den Stein eingeschnitten; diese Schmucksteine bezeichnet man auch als Intaglio. Im Gegensatz dazu wird bei einer Kamee bzw. einem Kameo der Hintergrund des Bildmotivs weggeschnitten, das Motiv ragt also wie ein Relief aus dem übrigen Stein heraus. Im weiteren Sinne kann die Gemme aber auch als Oberbegriff für Intaglio und Kamee alle geschnittenen Edel- und Schmucksteine bezeichnen.
Bevorzugtes Steinmaterial ist die Quarzgruppe (z. B. Chalzedone) in Form von Lagensteinen. Die ältesten Steinschnitte entstanden im 5. bis 3. Jahrtausend vor Christus. Besonders hochwertig war die Steinschneidekunst der Ägypter, Perser, Assyrer, Römer und Griechen.
Gemmen dienten in der Antike als Siegelsteine zur Siegelung von Dokumenten, später auch als Schmuckstück. Eine Sonderform dieser Schmucksteine stellen die Alsengemmen dar.

## Etymologie
Das Wort Gemme in der Bedeutung „geschnittener (durchsichtiger) Stein“ (im Gegensatz zum undurchsichtigen lapillus) geht zurück auf lateinisch gemme (ursprünglich „Auge bzw. Knospe am Rebstock bzw. Weinstock“, dann unter anderem „Siegelring“, „Perle“ und „kleiner Edelstein“), woraus als Entlehnung althochdeutsch gimma und mittelhochdeutsch gimme (im Angelsächsischen gimm und – wie im Französischen – gemme, worauf englisch gem beruht) in der Bedeutung „Edelstein“ entstanden. Erst im 18. Jahrhundert (seit Lessing) wurde das Wort im Deutschen wieder für die geschnittenen Steine der Antike aus italienischen Sammlungen als Fachbegriff verwendet.

## Gebrauch von antiken Gemmen

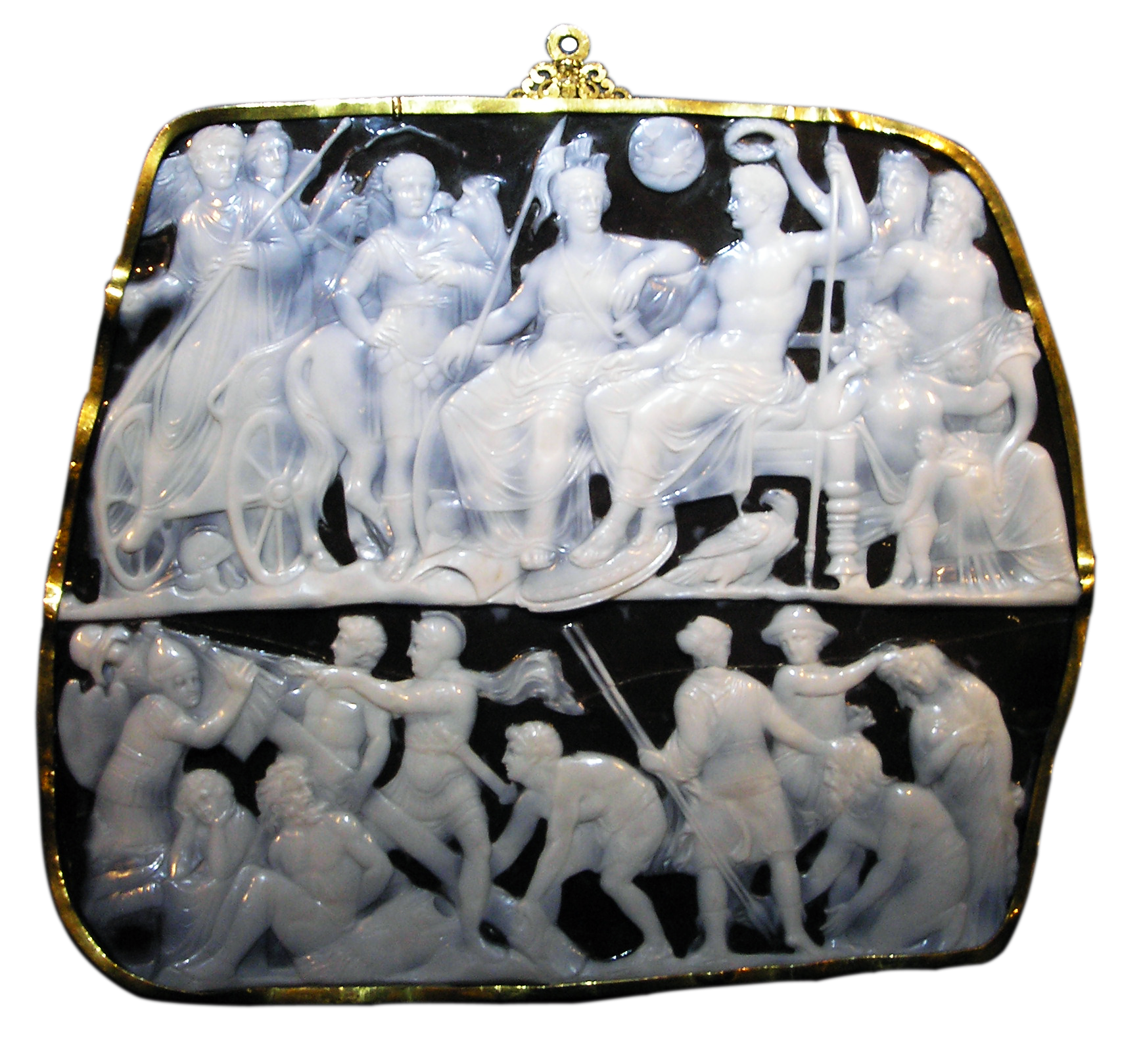
Gemma Augustea, römisch aus dem 1. Jh. n. Chr.

Der Brauch, etwas durch ein Siegel zu verschließen, reicht in gewissen Kulturkreisen bis weit in die Urgeschichte zurück. Babylonische Rollsiegel geben davon schon Zeugnis, und selbst in der heutigen Zeit werden Verträge und andere wichtige Schreiben noch mit einem Abdruck versehen. Das Prinzip der Abdrücke ist, durch die Einmaligkeit des Siegels den Besitzer anzuzeigen, der für den Inhalt garantiert. Zur Herstellung derartiger Abdrücke wurden bereits zu Beginn des 4. Jahrtausends v. Chr. in Mesopotamien gravierte Zylinder angefertigt. Diese Zylinder und auch die ersten Gemmensteine wurden anfangs mit relativ einfachen Zeichen und Bildern versehen. Mit der Weiterentwicklung der Schnitttechnik wurden auf immer härteren Steinen immer kompliziertere Bilder eingraviert, was für den eigentlichen Verwendungszweck als Siegel jedoch irrelevant war. Die Masse, in die man die gravierten Steine eindrückte, war – wie aus der Überlieferung und erhaltenen Zeugnissen bekannt ist – unterschiedlich: Bienenwachs und Ton waren in der Antike besonders beliebt, doch auch Blei wurde hierfür verwendet. Auch auf Gefäßen sind Abdrücke von Gemmensteinen erhalten geblieben.
Geschnittene Steine konnten auch an einem Fingerring montiert sein und damit sowohl zum Tragen und Herzeigen als auch als Siegel verwendet werden. Etliche Gemmen waren zudem anders gefasst und dienten als Schmuck für eine Brosche oder Ohrringe. Es gibt zudem zahlreiche Gemmen, die nie gefasst waren, da sie keine Reste von Klebstoffen oder Spuren von Ringfassungen aufweisen. Diese Steine wurden vielleicht aufgrund ihrer Schönheit und ihres Wertes als Sammelobjekte aufbewahrt. Manchmal waren sie für den Besitzer als glückbringend bzw. schadenabwehrend aus „magischer“ Sicht wertvoll.

## Technik des Gemmenschnitts
Schon aus urgeschichtlicher Zeit ist das Eingravieren von Zeichen und Bildern in kleinere Steine bekannt. Frühe Gravuren sind alle mit einem Stichel in weiche Steine eingetieft worden. Vorläufer der ersten Gemmen waren in den Hochkulturen des vorderen Orients entstanden und stammen aus dem 3. Jahrtausend v. Chr. Es handelte sich hierbei um Schmucksteine, die als Roll- bzw. Stempelsiegel Verwendung fanden, wobei die eingravierten Zeichen bereits mit Bohrern oder Rädchen hergestellt wurden.
Die ersten Gemmen in der frühen griechischen Welt stammen aus dem 8. Jahrhundert v. Chr.; sie sind mit Darstellungen versehen, die dem geometrischen Stil zugehören. Damals war die Technik des Gravierens mit einem rotierenden Schneidewerkzeug jedoch in Vergessenheit geraten. Daher wurden für die Siegel weiche Steine wie Serpentin, Steatit u. a. verwendet, welche sehr leicht mit einem handgeführten Stichel bearbeitet werden konnten. Erst über die Phöniker wurde die hochentwickelte Steinschneidetechnik in der Mittelmeerwelt verbreitet und erreichte im 5. und 4. Jahrhundert v. Chr. einen Höhepunkt. Berühmte Gemmenschneider aus hellenistischer Zeit, der ausgehenden römischen Republik und der beginnenden Kaiserzeit sind auch namentlich bekannt (z. B.: Phrygillos, Sosias etc.)

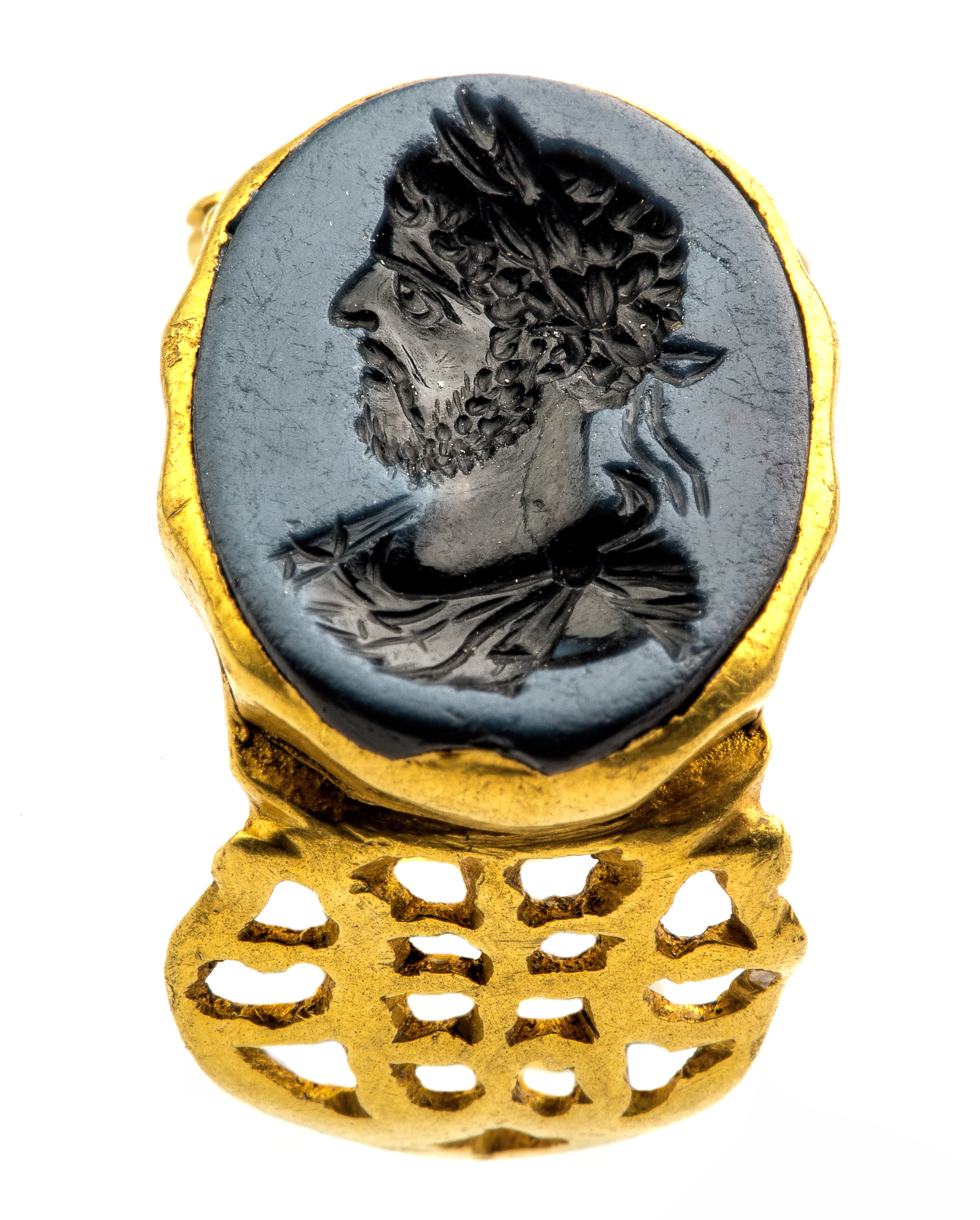
Römischer Siegelring in Gold mit Porträt von Commodus, 180–200 n. Chr., gefunden in Tongern, Gallo-Römisches Museum Tongeren

In der römischen Kaiserzeit, vom 1. Jahrhundert v. Chr. bis zum 5. Jahrhundert n. Chr., waren Werkstätten zur Herstellung von Gemmen weit verbreitet und etliche Gemmenkünstler waren sogar im ganzen Imperium unterwegs.
An der Technik des Eingravierens hat sich, abgesehen von einigen die Antriebsart betreffende Neuerungen, eigentlich bis heute nichts geändert. Der Graveur befestigte den vorgeformten Schmuckstein auf einer Unterlage und bewegte den Stein am rotierenden Zeiger so, wie er ihn für seine Schnitte und Vertiefungen brauchte. Die Zeiger selbst waren aus relativ weichem Metall und wurden in unterschiedlichen Größen, Formen und Stärken angefertigt. Ihre Schneidspuren sind auf Gemmen manchmal noch gut erkennbar. Bei einigen Stücken kann man noch deutlich den Gebrauch von verschiedenen Rädchen und Bohrerarten erkennen. Viele Gemmen scheinen allerdings mit einfachen Werkzeugen hergestellt worden zu sein, wie ihre einfache und derbe Machart zeigt. Die Auswahl der verwendeten Zeigerformen traf der Gemmenschneider je nach Bedarf, dies war auch zeitlich und modisch bestimmt.
Der aus weichem Eisen gefertigte kugel-, kegel- oder rädchenförmige Zeiger wurde in Öl und Diamantstaub getaucht, die als Schneid- bzw. Schleifmittel dienten. Durch Wenden und Drehen des Steines am rotierenden Zeiger wurde dann graviert. In diesem Vorgang wurde der Stein bewegt und nicht der Zeiger. Auf dem Stein war das Bild zuvor in Umrissen eingeritzt worden, um die Schnitte besser ausführen zu können. Zur Kontrolle wurden Zwischenabdrücke vorgenommen und Details wurden mit feineren Werkzeugen herausgearbeitet. Zum Abschluss wurden das Bild und die übrige Steinoberfläche glänzend poliert.

## Steinarten
Die Technik des Gemmenschnittes war zur römischen Kaiserzeit schon so weit ausgereift, dass alle bekannten Schmuck- und Edelsteine bearbeitet werden konnten. Für die Auswahl der Schmucksteine war es ausschlaggebend, dass stets gewisse Steintypen in Mode waren, wobei auch Preiskriterien oder Belieferungsmöglichkeiten eine große Rolle spielten. Auch der Glaube an magische Kräfte der Steine spielte keine geringe Rolle.
Meist wurden für bestimmte Bildergruppen gewisse Steinarten bevorzugt: Für magische oder gnostische Stücke bevorzugte man gesprenkelte mehrfarbige Steine wie den Hämatit und den Chrysopras, aber auch Bein kommt dafür in Frage. Auch die Herstellung und die Qualität der Steine waren von entscheidender Bedeutung. Die Steine wurden wohl größtenteils aus dem Nahen und vor allem aus dem Fernen Osten importiert, wie es Plinius in seiner naturalis historia für etliche Sorten beschreibt: Smaragd (XXXVII, 65), Jaspis (XXXVII, 115 ff.), Amethyst (XXXVII, 40) und Sardonyx (XXXVII, 23).
Die damaligen Modetendenzen beziehen sich nicht nur auf die Steinarten, sondern auch auf die Farben der Edelsteine. Beispielsweise waren in der frühen römischen Kaiserzeit dunklere Edelsteine gefragter (z.B: Karneol, Jaspis). Die blasseren Farben wurden wiederum mit dem ausgehenden 2. Jh. n. Chr. bevorzugt.

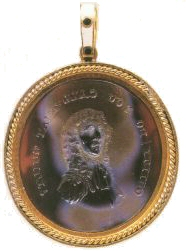
Porträt des 1683 hingerichteten englischen Freiheitshelden Algernon Sidney aus Karneol
Gemme von Lorenz Natter um 1740

Von den verschiedenen Steinarten waren besonders zwischen dem 1. Jahrhundert v. Chr. und 4. Jahrhundert n. Chr. der Karneol und im 2. und 3. Jahrhundert n. Chr. der Jaspis gefragt. Der Onyx war vor allem im 1. und 2. Jahrhundert n. Chr. sehr beliebt.

## Glaspasten
Aus Glas gegossene Imitationen von Gemmen und auch Kameen, die fast immer die Farben und Formen von Edel- und Schmucksteinen imitieren, werden heutzutage Glaspasten genannt. Dies ist eine Bezeichnung, die sich aus „Paste“, der neulateinischen und italienischen Benennung für Glasmassen zur Herstellung von Edelsteinen, herleitet. Glaspasten haben nicht nur geläufige Gemmensteinarten, wie den zweischichtigen Onyx, den Karneol, Chrysopras u. a. nachgeahmt, sondern haben auch eine eigene, von Steinen nicht erreichbare Farbvariation und Fantasiebereiche geboten. Somit waren die Produkte nicht nur billigere Massenware, sondern sie haben Marktlücken erschlossen, welche die Steinglyptik nicht abdecken konnte.
Durch sorgfältige Beobachtungen können aus technischer Sicht zwei Grundtypen unterschieden werden, die auch zwei verschiedene Herstellungsmethoden erfordern.
- Es gibt Pasten mit einer eher rauen Bildfläche. Sie zeigen fast durchwegs auf der Rückseite Spuren von einem Eindruck, der von einem Gegenstand herrührt, mit dem die Masse wohl in eine Form eingedrückt war. Die Paste hatte das Bildmotiv in der Gussform. In diese mit den Rändern adaptierte Form wurde das geschmolzene Glas eingetropft und mit einem auf der Rückseite eingesetzten Stab festgedrückt.
- Hierbei handelt es sich um Pasten mit einer sehr glatten Bildschichte, deren Rückseite rau und so dicht gepresst ist, so dass ein Druck auf die Bildschichte ausgeübt worden sein muss. Hier wurde vermutlich ebenfalls eine mit vorbereiteten Rändern ausgeformte Gussform benützt, in welche Glasmasse eingetropft und mit einem Stempel nachgedrückt wurde, auf dessen Druckseite das Bildmotiv eingelassen war.

Die Imitate sind manchmal derart qualitätsvoll gearbeitet, dass es heute noch Schwierigkeiten gibt, dies als Glas zu identifizieren und nicht als Stein zu erkennen. Die Verwendung von Glaspasten unterscheidet sich keineswegs von den Steingemmen. Auch sie werden in Ringe jeglicher Metallart gefasst. Insbesondere Goldringe liegen in besonderer Häufigkeit vor. Sie scheinen auch zum Siegeln von weichem Material verwendet worden sein, da manche Pasten eine besondere strapazierte Oberfläche aufweisen.

## Bildinventar
Die Wahl der Motive auf den Schmucksteinen war über Jahrhunderte hinweg von wechselnden Tendenzen in religiösen Angelegenheiten und der Entwicklung im Geschäfts- und Alltagsleben abhängig. Somit waren die Darstellungen beeinflusst von Glaube und Aberglaube, der Hoffnung auf Glück, Erfolg, Sieg und Furcht vor Unglück, Elend und Tod. Einen großen Bereich umfassen Themen, die sich mit der Welt der Götter und Schutzheiligen befassen. Ein weiterer Teil der Bildinhalte auf Gemmen und Kameen hat sich auch intensiv mit der griechischen und römischen Sagenwelt beschäftigt.
Insbesondere „sakrale“ Themen hatten eine dominierende Stellung bei den Darstellungen. Als Vorlagen dieser Bildthemen dienten vor allem Rundplastiken und Reliefs aus Kultorten oder auch Münzen. Die Bildinhalte wurden meist der Zeit oder dem Geschmack des Kunden angepasst.
Vermutlich gab es für den Gemmenschnitt eine Art Musterbuch, in welchem die beliebtesten Motive festgehalten wurden, um den Kunden und auch dem Gemmenschneider die Auswahl des Bildmotivs zu erleichtern.
Im ausgehenden 2. Jahrhundert nach Christi Geburt wurde der Einfluss orientalischer Religionen und Kulte in der westlichen Welt besonders bemerkbar, was sich auch auf die Bildinhalte auf Gemmen ausgewirkt hat. Darstellungen von ägyptischen Gottheiten, wie z. B.: Anubis und Isis, waren ebenfalls sehr beliebt.